# Kottia
Kottia est une commune rurale située dans le département de Bogandé de la province de la Gnagna dans la région de l'Est au Burkina Faso.

## Géographie
Kottia se trouve à 4 km au nord-ouest de Léoura ainsi qu'à 14 km à l'est de Bogandé.

## Santé et éducation
Le centre de soins le plus proche de Kottia est le centre de santé et de promotion sociale (CSPS) de Léoura.